# 定结黄耆
定结黄耆（学名：Astragalus dingjiensis）为豆科黄芪属的植物，是中国的特有植物。分布于中国大陆的西藏等地，生长于海拔4,500米至5,000米的地区，常生长在山坡岩石上，目前尚未由人工引种栽培。